# 拉维科涅
拉维科涅（法語：La Vicogne，法語發音：[la vikɔɲ]）是法国上法蘭西大區索姆省的一个市镇，属于亚眠区。

## 地理
拉维科涅（50°3'11"N, 2°19'18"E）面积4.84 平方千米，位于法国上法蘭西大區索姆省，该省份为法国北部沿海省份，北起加来海峡省和北部省，西接滨海塞纳省和大西洋英吉利海峡，南至瓦兹省，东临埃纳省。
与拉维科涅接壤的市镇（或旧市镇、城区）包括：博凯讷、博瓦尔、康达、纳乌尔、塔尔马。

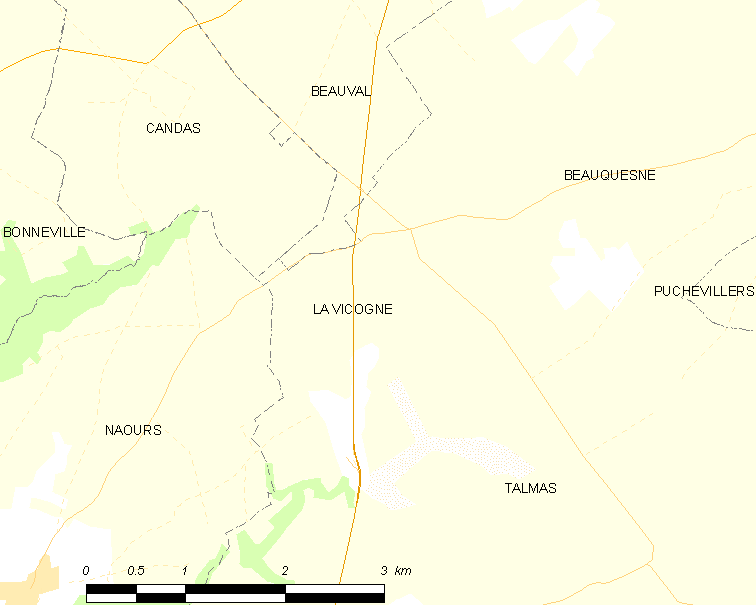
拉维科涅的OSM定位图

拉维科涅的时区为UTC+01:00、UTC+02:00（夏令时）。

## 行政
拉维科涅的邮政编码为80260，INSEE市镇编码为80792。

## 政治
拉维科涅所属的省级选区为科尔比县。

## 人口

1962-2008年间拉维科涅人口变化图示

拉维科涅于2022年1月1日时的人口数量为242人。